# José Luis Lozano García
José Luis Lozano García (Madrid, 1963) es un diplomático español. Fue Embajador de España en la República de Macedonia del Norte (2021-2024).

## Carrera diplomática
Nació en Madrid. Tras licenciarse en Derecho en la Universidad Complutense de Madrid (1986) y obtener el diploma en Derechos Humanos en el Instituto René Cassin (Estrasburgo, 1988), ingresó en la Escuela Diplomática (1991).
Comenzó su carrera diplomática en la Representación de España ante la Organización para la Seguridad y la Cooperación en Europa-OSCE (Viena, 1986-1992) y la prosiguió en la embajada de España en Noruega (2002-2005), donde también fue representante Adjunto de España ante el Comité Político y de Seguridad de la Unión Europea-COPS (2008-2013) y Representante Permanente Adjunto de España ante la Unión Europea Occidental. También fue Consejero Político en la Embajada de España en Marruecos.
En el Ministerio de Asuntos Exteriores, Unión Europea y Cooperación (MAEUEC) fue Director Adjunto del Gabinete del Ministro y durante la Presidencia española de la OSCE fue nombrado Vocal asesor para asuntos multilaterales para la OSCE y para el Consejo de Europa. También trabajó en la Subdirección General de Asuntos Internacionales de Desarme, y fue Subdirector General de Relaciones Exteriores y Comerciales de la Unión Europea.
Fue embajador de España en la República de Macedonia del Norte (2021-2024).